# ارتش بابا
ارتش بابا یک مجموعه طنز محبوب است که توسط شبکه بی‌بی‌سی بین سال‌های ۱۹۶۸ تا ۱۹۷۷ پخش شد. این مجموعه در رابطه با دسته ای از سربازان دست و پا چلفتی و بی‌فایده ای است که در تشکیلات موسوم به سپاه حراست میهنی Home Guard، در خلال جنگ جهانی دوم مشغول به کار هستند. مسئولیت این سربازان ناشی، حفاظت از روستای تخیلی وارمینگتون آن سی است که در ساحل جنوبی انگلستان واقع شده‌است. امروزه در فرهنگ بریتانیایی اصطلاح Dad's Army به کهنه سربازان سالخورده نیز گفته می‌شود.